# 把塔木儿
把塔木儿（？—1472年），明朝哈密卫右都督，蒙古贵族，忠义王脱欢帖木儿的外甥，畏兀儿人，一说卜列革女儿的儿子。
天顺四年（1460年），忠顺王卜列革卒后无嗣，属下欲立他嗣位，王母弩温答失里说臣不能自为君。从此国内无王，部众离散。成化三年（1467年）从都督同知升为右都督，摄行国王事。